# قارشقاتپه سی علیا
قارشقاتپه سی علیا یک روستا در ایران است که در دهستان قشلاق غربی واقع شده‌است. قارشقاتپه سی علیا ۱۳۵ نفر جمعیت دارد.